# Världsmästerskapet i ishockey för damer 2008
VM i ishockey för damer 2008 avgjordes mellan den 4 och 13 april 2008 i Harbin i Folkrepubliken Kina. USA vann turneringen och tog sitt andra guld, före Kanada och Finland. Tyskland åkte ur A-gruppen efter stor dramatik och ersattes i världsmästerskapet 2009 av Kazakstan som vann Division I före Slovakien.
De nio deltagande länderna var indelade i tre grupper med tre lag i varje, där gruppettorna i alla grupperna spelade vidare i en grupp (Grupp D) om de två finalplatserna. Tredjeplacerade lag spelade bronsmatch mot vinnaren av Grupp E, som alla grupptvåorna spelat i mot varandra. Grupptreorna spelade i en grupp (Grupp F) där trean åkte ner till Division I 2009.

## Gruppspelet

### Grupp A
- Kanada
- Kina
- Ryssland

Grupp A
| Datum        | Match             | Res.   | Perioder      | Spelort |
| ------------ | ----------------- | ------ | ------------- | ------- |
| 4 april 2008 | Ryssland - Kanada | 1 - 8  | 1-2, 0-2, 0-4 | Harbin  |
| 5 april 2008 | Kina - Ryssland   | 3 - 5  | 1-1, 0-2, 2-2 | Harbin  |
| 6 april 2008 | Kanada - Kina     | 11 - 0 | 4-0, 3-0, 4-0 | Harbin  |

| Grupp A  | SM | V | O | F | GM | IM | P |
| -------- | -- | - | - | - | -- | -- | - |
| Kanada   | 2  | 2 | 0 | 0 | 19 | 1  | 6 |
| Ryssland | 2  | 1 | 0 | 1 | 6  | 11 | 3 |
| Kina     | 2  | 0 | 0 | 2 | 3  | 16 | 0 |

SM = Spelade matcher, V = Vinster, O = Oavgjorda, F = Förluster, GM = Gjorda mål, IM = Insläppta mål, P = Poäng

### Grupp B
- Schweiz
- USA
- Tyskland

Grupp B
| Datum        | Match              | Res.  | Perioder      | Spelort |
| ------------ | ------------------ | ----- | ------------- | ------- |
| 4 april 2008 | Tyskland - USA     | 1 - 8 | 1-1, 0-3, 0-4 | Harbin  |
| 5 april 2008 | Schweiz - Tyskland | 3 - 0 | 1-0, 2-0, 0-0 | Harbin  |
| 6 april 2008 | USA - Schweiz      | 7 - 1 | 1-0, 2-1, 4-0 | Harbin  |

| Grupp B  | SM | V | O | F | GM | IM | P |
| -------- | -- | - | - | - | -- | -- | - |
| USA      | 2  | 2 | 0 | 0 | 15 | 2  | 6 |
| Schweiz  | 2  | 1 | 0 | 1 | 4  | 7  | 3 |
| Tyskland | 2  | 0 | 0 | 2 | 1  | 11 | 0 |

SM = Spelade matcher, V = Vinster, O = Oavgjorda, F = Förluster, GM = Gjorda mål, IM = Insläppta mål, P = Poäng

### Grupp C
- Finland
- Japan
- Sverige

Grupp C
| Datum        | Match             | Res.     | Perioder           | Spelort |
| ------------ | ----------------- | -------- | ------------------ | ------- |
| 4 april 2008 | Japan - Sverige   | 0 - 5    | 0-2, 0-2, 0-1      | Harbin  |
| 5 april 2008 | Finland - Japan   | 6 - 1    | 0-0, 2-1, 4-0      | Harbin  |
| 6 april 2008 | Sverige - Finland | 2 - 3 sd | 1-1, 0-0, 1-1, 0-1 | Harbin  |

| Grupp C | SM | V | O | F | GM | IM | P |
| ------- | -- | - | - | - | -- | -- | - |
| Finland | 2  | 1 | 1 | 0 | 9  | 3  | 5 |
| Sverige | 2  | 1 | 1 | 0 | 7  | 3  | 4 |
| Japan   | 2  | 0 | 0 | 2 | 1  | 11 | 0 |

SM = Spelade matcher, V = Vinster, O = Oavgjorda, F = Förluster, GM = Gjorda mål, IM = Insläppta mål, P = Poäng

## Kvalificeringsrunda

### Grupp D
- Kanada
- Finland
- USA

Grupp D
| Datum         | Match            | Res.     | Perioder           | Spelort |
| ------------- | ---------------- | -------- | ------------------ | ------- |
| 8 april 2008  | USA - Finland    | 0 - 1 sd | 0-0, 0-0, 0-0, 0-1 | Harbin  |
| 9 april 2008  | Finland - Kanada | 2 - 4    | 1-1, 0-3, 1-0      | Harbin  |
| 10 april 2008 | Kanada - USA     | 2 - 4    | 2-1, 0-1, 0-2      | Harbin  |

| Grupp D | SM | V | O | F | GM | IM | P |
| ------- | -- | - | - | - | -- | -- | - |
| USA     | 2  | 1 | 1 | 0 | 4  | 3  | 4 |
| Kanada  | 2  | 1 | 0 | 1 | 6  | 6  | 3 |
| Finland | 2  | 0 | 1 | 1 | 3  | 4  | 2 |

SM = Spelade matcher, V = Vinster, O = Oavgjorda, F = Förluster, GM = Gjorda mål, IM = Insläppta mål, P = Poäng

### Grupp E
- Ryssland
- Schweiz
- Sverige

Grupp E
| Datum         | Match              | Res.      | Perioder                | Spelort |
| ------------- | ------------------ | --------- | ----------------------- | ------- |
| 8 april 2008  | Schweiz - Sverige  | 4 - 3 str | 2-1, 1-2, 0-0, 0-0, 1-0 | Harbin  |
| 9 april 2008  | Sverige - Ryssland | 3 - 1     | 1-0, 1-0, 1-1           | Harbin  |
| 10 april 2008 | Ryssland - Schweiz | 1 - 2     | 0-1, 1-1, 0-0           | Harbin  |

| Grupp E  | SM | V | O | F | GM | IM | P |
| -------- | -- | - | - | - | -- | -- | - |
| Schweiz  | 2  | 1 | 1 | 0 | 6  | 4  | 5 |
| Sverige  | 2  | 1 | 1 | 0 | 6  | 5  | 4 |
| Ryssland | 2  | 0 | 0 | 2 | 2  | 5  | 0 |

SM = Spelade matcher, V = Vinster, O = Oavgjorda, F = Förluster, GM = Gjorda mål, IM = Insläppta mål, P = Poäng

## Nedflyttningsgrupp

### Grupp F
- Japan
- Kina
- Tyskland

Grupp F
| Datum         | Match            | Res.  | Perioder      | Spelort |
| ------------- | ---------------- | ----- | ------------- | ------- |
| 8 april 2008  | Tyskland - Japan | 2 - 1 | 2-1, 0-0, 0-0 | Harbin  |
| 9 april 2008  | Japan - Kina     | 3 - 1 | 1-0, 0-0, 2-1 | Harbin  |
| 10 april 2008 | Kina - Tyskland  | 4 - 2 | 1-1, 0-1, 3-0 | Harbin  |

| Grupp F  | SM | V | O | F | GM | IM | P |
| -------- | -- | - | - | - | -- | -- | - |
| Japan    | 2  | 1 | 0 | 1 | 4  | 3  | 3 |
| Kina     | 2  | 1 | 0 | 1 | 5  | 5  | 3 |
| Tyskland | 2  | 1 | 0 | 1 | 4  | 5  | 3 |

SM = Spelade matcher, V = Vinster, O = Oavgjorda, F = Förluster, GM = Gjorda mål, IM = Insläppta mål, P = Poäng

## Slutspel
| Datum              | Match             | Res. | Periodres.    | Spelort |
| ------------------ | ----------------- | ---- | ------------- | ------- |
| Match om 3:e plats |                   |      |               |         |
| 12 april 2008      | Finland - Schweiz | 4-1  | 0-1, 1-0, 3-0 | Harbin  |
| Final              |                   |      |               |         |
| 12 april 2008      | USA - Kanada      | 4-3  | 2-1, 2-0, 0-2 | Harbin  |

## VM-ranking
| VM 2007 | VM 2007  |
| ------- | -------- |
| Guld    | USA      |
| Silver  | Kanada   |
| Brons   | Finland  |
| 4.      | Schweiz  |
| 5.      | Sverige  |
| 6.      | Ryssland |
| 7.      | Japan    |
| 8.      | Kina     |
| 9.      | Tyskland |